# ميماتي باش
ميماتي باش Memati Baş شخصية خيالية تركية ظهرت في المسلسل الشهير وادي الذئاب بين عامي 2003 و2012، بالإضافة إلى ظهورها في فيلمين هما وادي الذئاب: فلسطين ووادي الذئاب: العراق، وقد جسد هذه الشخصية الفنان التركي غوركان أويغون.
بدأت شخصية ميماتي عملها مع سليمان شاكر، زعيم المافيا، بالإضافة إلى الخال سيفو والعم مروان. ثم انضم إليهم مراد علمدار. تزوج ميماتي من غمزة التي أنجبت له ابنه علي، الذي لم يعش طويلاً بعد أن أطلق عليه أرسوي أولوبيه النار، مما أدى أيضًا إلى مقتل المربية غولدانه.
توفي ميماتي في الحلقة الأخيرة من الجزء السادس بعد أن أطلق عليه أحد رجال سنجر، الذي أراد إرباك مراد علمدار، الذي كان ينوي الانتقام من العديد من الأشخاص في محاولته للعثور على قاتل ميماتي الحقيقي، وهو سنجر. وقعت أحداث الوفاة في ليلة عرسه على سربيل شاكر (سلوى شاكر).
بالإضافة إلى مراد علمدار وعبد الحي جوبان وعمران، كان لميماتي صديق آخر هو يالجين بولوت، الذي انضم إليهم بعد أن اكتشف حقيقة تتر أوغلو. كما ظهر في الجزء الرابع مرافق لميماتي يُدعى كاظم، الذي قتله إسكندر الكبير، و تمكن ميماتي  مع مراد من الانتقام من أرسوي أولوبيه، وقاموا بالقضاء عليه في الحلقة الأخيرة من الجزء الخامس .

## اعدائه
كان يالجين بولوت أحد أبرز أعداء ميماتي، حيث بدأ عمله مع داود تتر أوغلو، لكنه تركهم ليعود للعمل مع مراد. أما العدو الأبرز لميماتي، فهو أرسوي أولوبيه، الذي قام بقتل علي، ابن ميماتي، بالإضافة إلى غولدانه، المربية التي كانت تعتني به. هذا العمل الوحشي دفع ميماتي ومراد إلى الانتقام من أرسوي، حيث قضوا عليه في الحلقة الأخيرة من الجزء الخامس.

## وفاته
توفي ميماتي في الحلقة الأخيرة من الجزء السادس في يوم زفافه على سيلفي شاكر (سلوى شاكر)، عندما أطلق عليه رجل يدعى رضا النار، بتكليف من يشار آغا والمنظمة بقيادة جمال، وبتحريض من سنجر، عضو الختيارية. حدث ذلك أثناء رقصه مع مراد في نهاية حفل الزفاف، حيث أُطلقت عليه ثلاث رصاصات من خادم مدسوس من المنظمة.
قام مراد بغسل ميماتي ودفنه في الحلقة الأولى من الجزء السابع، بحزن شديد منه ومن الجميع، وشارك في الجنازة جاهد، عبد الحي، وعمر جاندان، وسط أجواء مؤثرة على أنغام أغنية Al Ömrümü للفنان التركي علي كيورجيك.
سبب قتل سنجر لميماتي يعود إلى معارضته وسياسات رئيس الختيارية، لذا قرر سنجر وسميح قتله لتشتيت انتباه مراد قبل اغتيال رئيس الختيارية. تم تنفيذ هذا المخطط بالتعاون مع المنظمة، التي كانت تسعى للانتقام لمقتل رئيسها شاه ميران على يد مراد، ويشار آغا الذي أراد الانتقام من ميماتي لمقتل ابنه كنان، وأركان، رجل متى أيمار.